# Garryowen (film)
Garryowen er en britisk stumfilm fra 1920 af George Pearson.

## Medvirkende
- Fred Groves som Michael French
- Hugh E. Wright som Moriarty
- Moyna Macgill som Violet Grimshaw
- Bertram Burleigh som Robert Dashwood
- Arthur Cleave som Giveean
- Alec Thompson som Andy
- Little Zillah som Effy French
- Stella Brereton som Mrs. Moriarty
- Lilian Braithwaite som Mrs. Driscoll
- Marjorie Gaffney som Biddy
- Betty Cameron som Susie